# Twisted Sister
I Twisted Sister sono stati un gruppo musicale hard & heavy statunitense nato a New York nel 1973, nonché una delle band di punta della scena hair metal anni ottanta.

## Storia

### Le origini

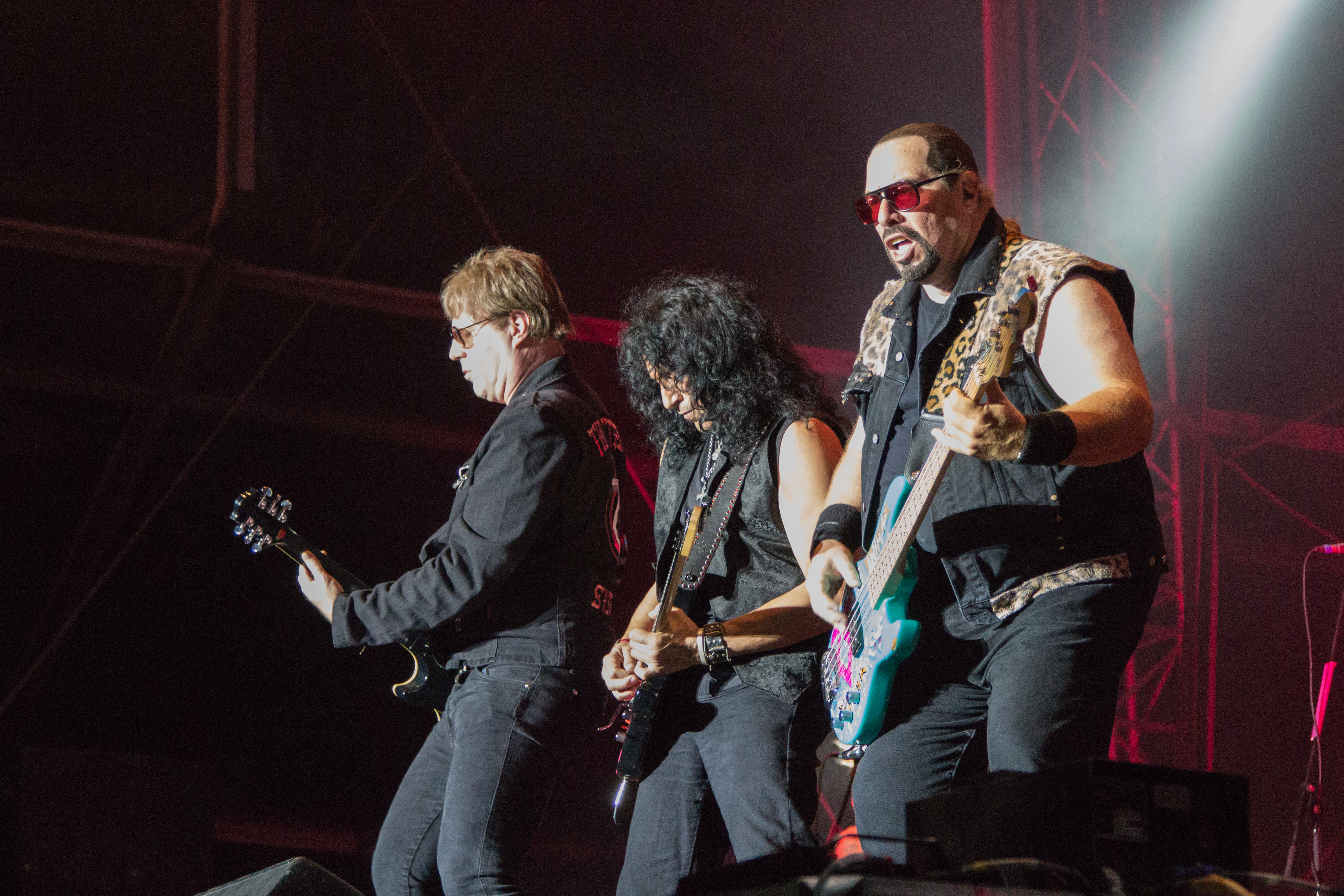
Jay Jay French, Eddie Ojeda e Mark Mendoza al See-Rock Festival 2014

I Twisted Sister nacquero il 14 febbraio 1973, dopo che il chitarrista Jay Jay French non passò un'audizione con i Wicked Lester (in seguito conosciuti con il nome KISS) e fondò una band chiamata "Silverstar". In quel periodo, French usava lo pseudonimo di "Johnny Hearbreaker" e questo gruppo comprendeva, oltre a lui, il cantante Michael Valentine, il chitarrista Billy Diamond e il batterista Mel "Starr" Anderson. Il gruppo cambiò il nome nel più noto Twisted Sister in seguito al suggerimento del cantante Michael Valentine. Dopo un po' di tempo, Valentine e Diamond lasciarono la formazione e French ne divenne il leader oltre che il cantante/chitarrista.
Nel 1975, Eddie Ojeda (amico di French e proveniente dagli "SPV") entrò come secondo chitarrista, Kevin John Grace rimpiazzò Anderson alla batteria e Kenny Neill assunse il ruolo di bassista. Rinnovata la formazione, la band inizia ad esibirsi suonando varie cover degli artisti glam rock a quel tempo in voga come T. Rex, David Bowie, Slade e Mott the Hoople.
Nel 1976, alla batteria arrivò Tony Petri e French lasciò il ruolo di cantante al nuovo arrivato Dee Snider. Snider ebbe un ruolo fondamentale nel gruppo, grazie alle sue doti vocali e alla sua trascinante presenza sul palco, caratteristiche che permetteranno ai Twisted Sister di guadagnare una cospicua popolarità nei locali di New York. Ciononostante, il complesso non riuscì a trovare un'etichetta che potesse produrre la loro musica e, nel 1979, incise il singolo "I'll Never Grow Up Now" / "Under the Blade" con la propria etichetta (Twisted Sister Records) e nell'anno seguente ne produssero un altro chiamato "Bad Boys (Of Rock & Roll)" / "Lady's Boy". Per l'incisione dei singoli, la band collaborò con il produttore Eddie Kramer.
I continui cambi di formazione tormentarono ancora la stabilità del gruppo e Neill lasciò il gruppo (secondo Dee Snider, perché convertitosi al Cristianesimo). Il ruolo di bassista fu quindi affidato a Mark "The Animal" Mendoza, roadie della band ed ex membro dei The Dictators (band nella quale militava anche Ross the Boss, futuro chitarrista dei Manowar). Anche il batterista Petri uscì per unirsi ai Plasmatics e venne sostituito da Ritchie Teeter, il quale militò per poco tempo e a lui subentrò Joey Brighton. Brighton uscì per dare spazio ad A.J. Pero (ex "Cities") e con il suo arrivo, i Twisted Sister trovarono una certa solidità e questo organico (Snider, French, Ojeda, Mendoza e Pero) è definita la classica formazione della band.

### L'esordio

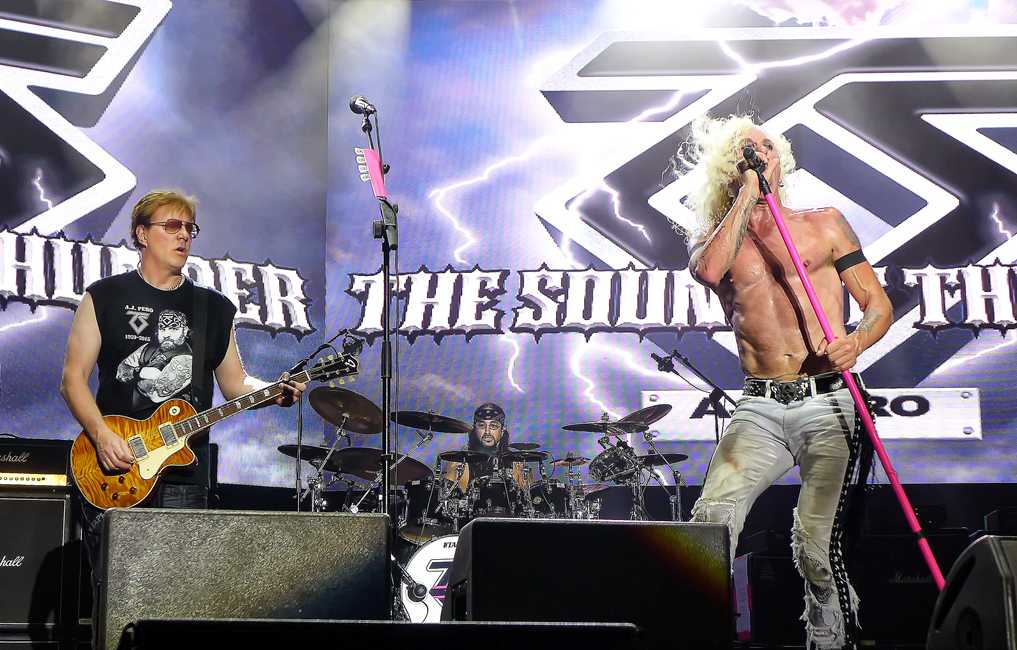
I Twisted Sister nel 2015 con Mike Portnoy alla batteria

Su consiglio di due redattori del giornale Sounds, la band, in data aprile 1982, si recò in Regno Unito per firmare un contratto con la Secret Records, una piccola etichetta che lavorava per gruppi punk rock. Nel mese di giugno dello stesso anno, venne pubblicato Ruff Cuts, il loro primo EP, che preannunciò l'uscita, sempre nel 1982, del loro disco di debutto, Under the Blade, prodotto da Pete Way degli UFO. L'album ricevette buoni consensi e contribuì a diffondere il nome del gruppo. Il disco contiene hits conosciute come What you don't know, Run for your life, Destroyer e Tear It Loose (la quale presenta un assolo chitarristico di "Fast" Eddie Clarke dei Motörhead).
Successivamente, iniziò l'attività live della band. I componenti diversificarono il look androgino degli esordi in un altro più grottesco, diverso dalle classiche hair metal band. Anche la loro musica, sebbene comprenda aspetti melodici, si mostrò più potente rispetto alle suddette band e molti critici considerano il gruppo una band heavy metal a tutti gli effetti (discorso simile è stato fatto per i W.A.S.P. o i Lizzy Borden).
Dopo essere apparsi nel programma musicale "The Tube", l'Atlantic Records li notò e volle metterli sotto contratto, ricevendo risposta positiva da Snider e soci. Così fu pubblicato il secondo album in studio You Can't Stop Rock 'n' Roll (1983), prodotto da Stuart Epps. Il sound si dimostrò più pulito e più incisivo rispetto al precedente, con il singolo I Am (I'm Me) che raggiunse il 19º posto nelle classifiche britanniche. Menzione speciale va fatta ad altri classici della loro carriera come The Kids Are Back e la canzone omonima (dalla quale fu anche estratto un videoclip).

### L'apice e gli scontri con il P.M.R.C.
Nel 1984, i Twisted Sister danno vita a quello che è considerato da molti il loro disco più famoso Stay Hungry, il quale vendette oltre un milione di copie. L'album presenta sonorità ancor più violente ma, allo stesso tempo, più melodiche. Stay Hungry, I Wanna Rock, We're Not Gonna Take It, Burn In Hell e la ballad The Price furono singoli di grande successo in quel periodo. Oltre alla fama, l'album portò una ventata di contestazioni nei confronti del gruppo, con il P.M.R.C. che li accusò per il contenuto violento e dissacrante dei loro brani.
Secondo l'associazione, il testo di We're Not Gonna Take It (ed il relativo videoclip) è considerato una dimostrazione di ribellione e violenza dei ragazzi nei confronti dei genitori, ed il pezzo finì anche in una lista elaborata dall'associazione chiamata "Filthy Fifteen", lista contenente le canzoni da loro considerate più scandalose di quel periodo. Dee Snider (assieme ad altri musicisti come Frank Zappa e John Denver) decise di ribellarsi all'associazione, sostenendo che essa proibisse la libertà di espressione, partecipando a varie battaglie legali contro l'organizzazione di Tipper Gore:
Ad ogni modo, i Twisted Sister diedero il via ad una nuova tournée, con i Metallica come gruppo "spalla". Nel 1985 venne lanciato sul mercato il quarto album Come Out and Play. Questo non ebbe lo stesso successo di Stay Hungry, ma venne considerato valido ugualmente e la formazione vinse un disco d'oro negli U.S.A. per aver venduto 500 000 copie. Il disco, che vedeva la partecipazione straordinaria di artisti come Alice Cooper, Alan St. John, Brian Setzer, Billy Joel, Clarence Clemons e Don Dokken, conteneva anche la traccia "Leader of the Pack", cover dei The Shangri-Las.
Ancora una volta, i Twisted Sister sollevarono un gran polverone, a causa del brano Be Chrool To Your Scuel, dove il P.M.R.C. si rese ancora protagonista del dibattito. Il video del brano, a cui partecipò anche Alice Cooper, non venne trasmesso su MTV per i suoi contenuti orrorifici e perché considerato diseducativo nei confronti dei giovani, in quanto li inciterebbe a ribellarsi in maniera violenta contro gli insegnanti.

### Il declino e lo scioglimento

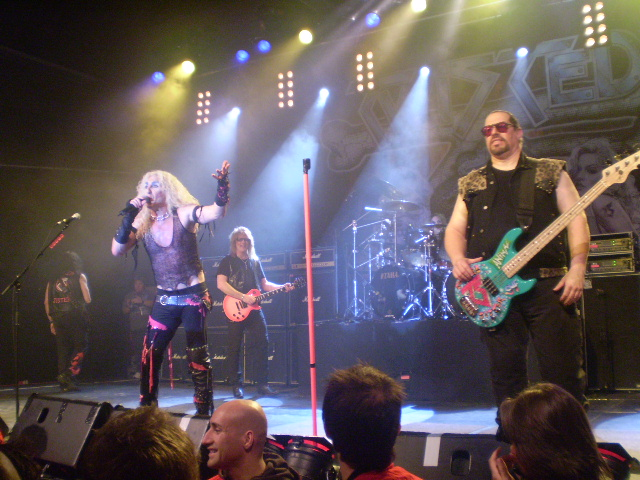
I Twisted Sister nel 2007 a Solnahallen

Dopo un periodo prolifico e longevo per la band, la formazione iniziò a sfaldarsi con l'uscita del batterista Pero che ritornò nel suo vecchio gruppo, i "Cities". Il suo posto fu preso da Joey Franco, proveniente dai "Good Rats".
Rinnovata la formazione, nel 1987 fu pubblicato Love Is for Suckers. Questo lavoro portò rilevanti cambiamenti, sia nella musica che nell'immagine. Il sound si fece più leggero (molti hanno visto nel produttore Beau Hill l'artefice di questa svolta) e la band apparve per la prima volta senza il make-up che li aveva distinti fino a quel momento. Al disco parteciparono artisti d'eccezione come Kip Winger e Reb Beach dei Winger, e Steve Whiteman e Jimmy Chalfant dei Kix. La risposta commerciale si rivelò pessima, i fan si mostrarono contrari al loro nuovo corso.
A due mesi dall'uscita del disco, Dee Snider abbandonò il gruppo e la loro casa discografica ruppe il contratto. Non più in grado di andare avanti, i Twisted Sister dichiararono lo scioglimento agli inizi del 1988.

### Le reunion occasionali

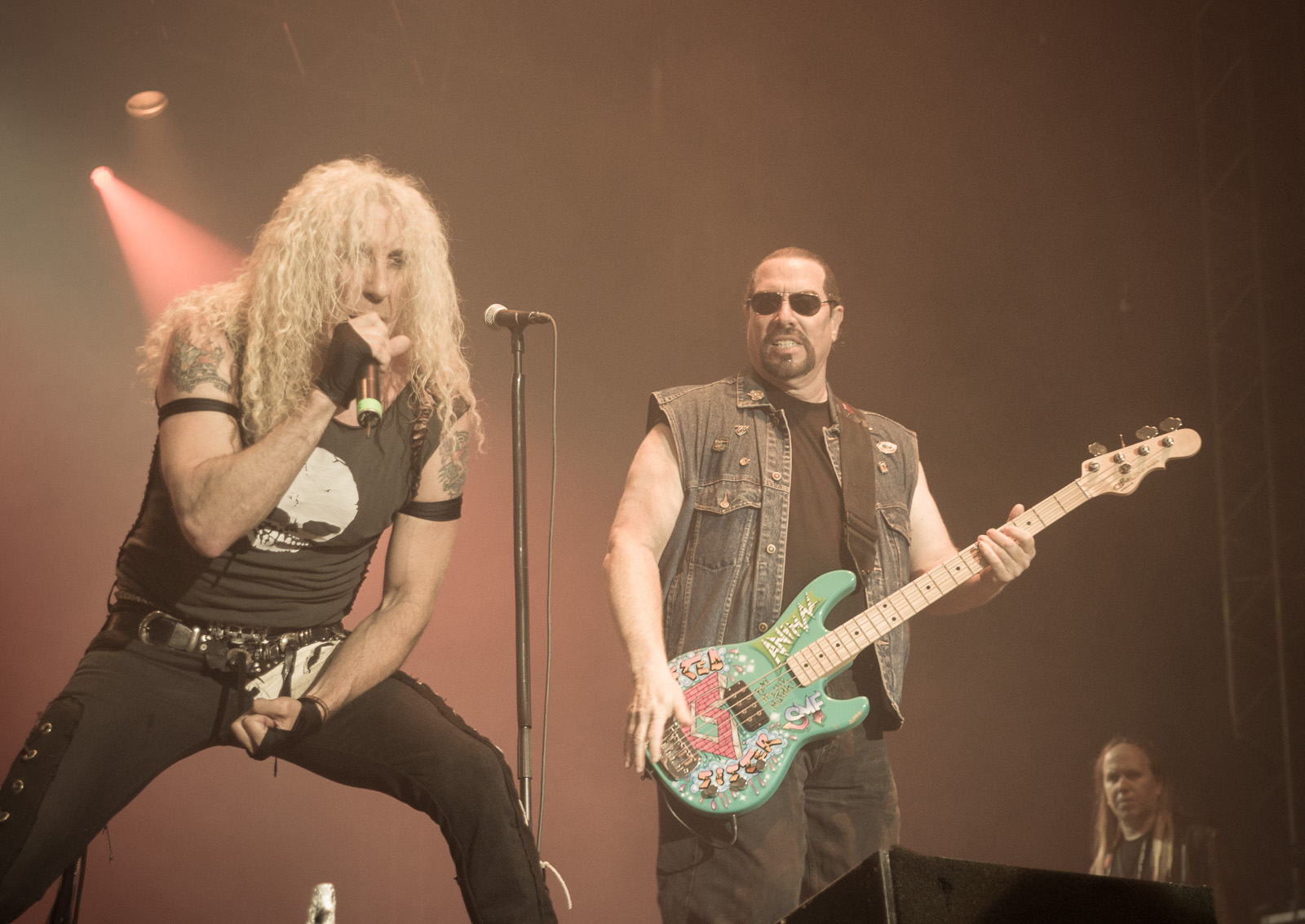
Dee Snider e Mark Mendoza al Norway Rock Festival 2010

Si riunirono per un'occasione nel 1998, ovvero per registrare un brano per il film Strangeland, in cui recita Snider.
Nell'arco di circa dieci anni, vennero pubblicate varie compilation e dischi live. Nel 1992 l'Atlantic fece uscire Big Hits and Nasty Cuts, la prima raccolta del gruppo; nel 1994, ad opera della CMC International, uscì Live at Hammersmith, contenente performance dal vivo effettuate durante il tour di Stay Hungry.
Nel 1999, la Spitfire Records ristampò la loro discografia e fece uscire Club Daze Volume 1: The Studio Sessions (composto da varie demo incise agli esordi) e Club Daze Volume II: Live in the Bars, il quale contiene rare performance live. Nel 2001 venne pubblicato un disco tributo alla band chiamato Twisted Forever, che contiene cover fatte da artisti come Anthrax, Lit, Motörhead, Overkill, HammerFall e Cradle of Filth.
Nel mese di novembre del 2001, il quintetto si riunì ancora per suonare in un concerto di beneficenza per le vittime degli attentati terroristici dell'11 settembre, assieme ad Anthrax, Overkill, Sebastian Bach e Ace Frehley. Nel 2002 uscì un'altra raccolta, The Essentials.

### Il ritorno
Nel 2003, i Twisted Sister dichiararono di essersi riuniti a tutti gli effetti e celebrarono il loro ricongiungimento partecipando al Sweden Rock Festival e al Wacken Open Air, entrambi nello stesso anno. Nel 2004 venne pubblicato Still Hungry, la ri-registrazione dello storico album Stay Hungry con l'aggiunta di pezzi inediti. Il quintetto suonò un altro concerto, il "Klondike Days" festival ad Edmonton. Nel 2006, venne prodotto A Twisted Christmas, disco composto da cover di canzoni natalizie in stile heavy metal. Nel 2007 la band partecipa ad una compilation natalizia intitolata Monster Ballads Christmas con il brano "I'll Be Home for Christmas" (già incluso nel loro album natalizio) al quale partecipò Lita Ford, assieme a molte altre hair metal band tra cui Skid Row, Winger, Danger Danger, Dokken, Stryper e molti altri.
Il 7 aprile 2015 il gruppo annuncia il tour Forty and F**k It, previsto per il 2016. Durante tutto il tour, il gruppo sarà affiancato da Mike Portnoy, in sostituzione di A.J. Pero, scomparso il 20 marzo precedente a causa di un attacco cardiaco.. Il tour è stato annunciato come l'addio alle scene della band dopo 40 anni di carriera.

## Il genere
Dal libro "Heavy metal: i Classici" di Luca Signorelli:
"La forza dei TS consiste nell'unire alla grande pezzi di purissimo heavy metal ("Destroyer", "Under The Blade") ad altri più catchy e orecchiabili ("Shoot em' Down"). Questo permetterà loro di conquistare parecchi fan sia fra gli appassionati di Maiden e Saxon che fra sleazer e glamster. Su tutto spicca la potente e roca voce di Snider, che, grazie anche alla presenza scenica animalesca, diventa un nuovo grande mito per i metal kids d'Inghilterra".
I Twisted Sister furono anche annoverati come esponenti della corrente hair metal, tuttavia i gruppi solitamente inclusi in questa categoria tendevano ad essere maggiormente influenzati dal pop, dalla melodia, dai lenti e dalle ballad. Da riconoscere che comunque il gruppo non si è mai tirato indietro quando si trattava di comporre dei brani più "radiofonici" e potenziali hit che sarebbero state poi trasmesse su MTV, e sotto questo profilo, anche loro non si sono mai opposti alla scena heavy metal commerciale. Comunque non si adattarono mai a alle tendenze prettamente pop (se non in qualche brano del disco Love Is for Suckers, fortemente criticato a causa di questo cambiamento), tipiche della scena hair/glam metal, anche pur rimanendo una delle band simbolo di questa corrente. Quindi nonostante essi siano generalmente categorizzati nella scena hair/glam metal, il frontman Dee Snider rifiutò di definire i TS una "glam band" affermando:
(Dee Snider)
Bisogna precisare che i canoni musicali della band comprendono in ogni caso questo tipo di sonorità e di testi, oltre ad adottare il look tipico di questa corrente, di conseguenza il gruppo è sempre stato considerato come parte della corrente hair metal, categoria che per altro non comprende unicamente band dal look e attitudine prettamente "glam".

## Formazione

### Ultima
- Dee Snider – voce (1976-2016)
- Jay Jay French – chitarra (1973-2016)
- Eddie "Fingers" Ojeda – chitarra (1975-2016)
- Mark "The Animal" Mendoza – basso (1978-2016)

### Ex componenti
- Michael "Valentine" O'Neill – voce (1973-1974)
- Billy "Diamond" Stiger – chitarra elettrica (1973-1974)
- Kenny Neill – basso elettrico (1973-1978)
- Mell "Starr" Anderson – batteria (1973-1975)
- Kevin John Grace – batteria (1975-1976)
- Tony Petri – batteria (1976-1980)
- Ritchie Teeter – batteria (1980-1981)
- "Fast" Joey Brighton – batteria (1981-1982)
- Joey "Seven" Franco – batteria (1987-1988)
- A.J. Pero – batteria (1982-1986, 1997-2015)

### Turnisti
- Mike Portnoy – batteria (2016)

## Discografia

### Album in studio
- 1982 - Under the Blade
- 1983 - You Can't Stop Rock'n'Roll
- 1984 - Stay Hungry
- 1985 - Come Out and Play
- 1987 - Love Is for Suckers
- 2004 - Still Hungry
- 2006 - A Twisted Christmas

### Live
- 1994 - Live at Hammersmith
- 1999 - Club Daze Volume 1: The Studio Sessions
- 2001 - Club Daze Volume II: Live in the Bars
- 2008 - Live At the Astoria

### Raccolte
- 1992 - Big Hits and Nasty Cuts
- 1999 - We're Not Gonna Take It
- 2002 - The Essentials
- 2003 - We're Not Gonna Take It and Other Hits
- 2005 - The Best of Twisted Sister

### Partecipazioni
- 2001 - Twisted Forever: A Tribute to the Legendary
- 2007 - Monster Ballads Christmas

### EP
- 1982 - Ruff Cuts
- 1983 - I Am (I'm Me)
- 1983 - The Kids Are Back
- 1983 - You Can't Stop Rock'n'Roll
- 1984 - We're not Gonna Take It
- 1984 - I Wanna Rock
- 1985 - Leader of the Pack
- 1986 - You Want What We Got

### Singoli
- 1979 - I'll Never Grow Up, Now! / Under The Blade
- 1980 - Bad Boys (Of Rock N' Roll) / Lady's Boy
- 1983 - I Am (I'm Me) / Sin After Sin (Live)
- 1983 - The Kids Are Back / Shoot 'Em Down (Live)
- 1984 - You Can't Stop Rock'n'Roll / Let The Good Times Roll/Feel So Fine (Live)
- 1984 - We're not Gonna Take It / The Kids Are Back (Live)
- 1984 - We're not Gonna Take It / You Can't Stop Rock'n'Roll
- 1984 - I Wanna Rock / Burn In Hell (Live)
- 1984 - I Wanna Rock / The Kids Are Back
- 1985 - The Price / S.M.F.
- 1985 - Leader of the Pack / I Wanna Rock (Video Introduction)
- 1985 - King of the Fools (Edit) / Come Out and Play
- 1986 - Be Chrool to Your Scuel / Stay Hungry
- 1986 - You Want What We Got / Shoot 'Em Down
- 1986 - You Want What We Got / Stay Hungry
- 1987 - Hot Love / Tonight

## Videografia

### Video musicali
- "You Can't Stop Rock'n'Roll"
- "We're not Gonna Take It"
- "I Wanna Rock"
- "The Price"
- "Leader of the Pack"
- "Be Chrool to Your Scuel"
- "Hot Love"
- "Oh Come All Ye Faithful"

### VHS
- 1984 - Stay Hungry Tour
- 1985 - Come Out and Play (Twisted Sister)

### DVD
- 2005 - Live At Wacken - The Reunion
- 2007 - Twisted Sister: The Video Years